# دوري نجوم قطر 2022–23
دوري نجوم قطر 2022–23 أو دوري نجوم QNB لأسباب الرعاية. هو الموسم التاسع والأربعون من دوري نجوم قطر. وشارك فيه 12 نادياً.
تٌوج الدحيل بلقب الدوري بعد إنهاء جدول الترتيب متصدراً برصيد 51 نقطة بفارق نقطتين عن العربي. محققاً إنجازه للمرة الثامنة في تاريخه.